# Unger Peak
Der Unger Peak ist ein markanter und größtenteils vereister Berg im westantarktischen Ellsworthland. In der Heritage Range des Ellsworthgebirges ragt er 3 km nordnordwestlich des Zavis Peak aus dem Plateau am südlichen Ende des Founders Escarpment auf.
Der United States Geological Survey kartierte ihn anhand eigener Vermessungen und mithilfe von Luftaufnahmen der United States Navy aus den Jahren von 1961 und 1966. Das Advisory Committee on Antarctic Names benannte ihn 1966 nach Leutnant Maurice Henry Unger (* 1940), Navigator bei Flügen zur Erstellung von Luftaufnahmen vom Marie-Byrd-Land und Ellsworthland bei der Operation Deep Freeze der Jahre 1965 und 1966.